# جيمس مارتن إدر
جيمس مارتن إدر (باللاتفية: Santjago Eders) هو شخصية أعمال لاتيفي، ولد في 24 يونيو 1838 في يلغافا في لاتفيا، وتوفي في 26 ديسمبر 1921.